# Dua Tawassul
 (juillet 2025).
Le contenu est difficilement compréhensible vu les erreurs de traduction, qui sont peut-être dues à l'utilisation d'un logiciel de traduction automatique.
Dua Tawassul est le nom de diverses supplications dans l'islam chiite, bien qu'il existe un autre Dua bien connu du même nom. Cette supplication majeure a été écrite dans le livre de Bihar al-Anwar. Les chiites en Iran le récitent tous dans des lieux religieux le mardi soir.

## Signification de Du'a
Du'a (ou supplication) signifie littéralement invocation; selon elle, les serviteurs d'Allah demandent ou appellent Allah pour leurs demandes ou souhaits matériels et spirituels,,.

## Signification de Tawassul
Le Tawassul est considéré parmi les enseignements de l'islam chiite et de la plupart des musulmans, ce qui signifie faire en sorte de s'emparer de quelqu'un ou de quelque chose qui est en haut rang devant Allah, et son but est de s'approcher de lui et également de faire droit aux demandes,,.

## Source de Dua
Dua Tawassul qui est mentionné dans Mafatih al-Janan provient du livre de Bihar al-Anwar. Mohammad-Baqer Majlesi mentionne que: "J'ai trouvé ce dua dans un vieux manuscrit qui a été écrit par l'un de nos compagnons, et il est cité que: Muhammad ibn Babawayh a raconté ce dua des imams, et pour toute demande que je l'ai récité, il a été accordé tout de suite. ",

## Texte
Une partie de dua est la suivante :

« (In the name of Allah, the Beneficent, the Merciful), O Allah, je Te prie, et Nous nous tournons vers Allah avec ton aide, par Ton Prophète, le Prophète de la Miséricorde, Muhammad, qu'Allah bénisse lui et sa progéniture, et leur accorder la paix. O Abul-Qasim, O Messager d'Allah O guide de miséricorde, O intercesseur de la communauté, O notre chef, O notre maître, Nous nous tournons vers Allah avec votre aide, sollicitons votre intercession et plaidoyer devant Allah, Nous vous appelons avant [mentionnant] nos demandes [à Allah]; Ô intime d'Allah, tiens-toi près de nous quand Allah est en jugement sur nous... »